# Fairmount (Maryland)
Fairmount é uma Região censo-designada localizada no estado americano de Maryland, no Condado de Somerset.

## Demografia
Segundo o censo americano de 2000, a sua população era de 537 habitantes.

## Geografia
De acordo com o United States Census Bureau tem uma área de
44,4 km², dos quais 32,7 km² cobertos por terra e 11,7 km² cobertos por água.

## Localidades na vizinhança
O diagrama seguinte representa as localidades num raio de 16 km ao redor de Fairmount.